# 橫山戰備坑道
24°16′25″N 120°35′00″E / 24.273500°N 120.583389°E
 橫山戰備坑道，俗稱清水鬼洞，位於臺灣臺中市清水區鰲峰里鰲峰山公園，為第二次世界大戰末期日本軍在1943年興建，2007年起開放作觀光景點。

## 建立
台中市政府建設局指出，橫山戰備坑道興建於1943年。當時正為第二次世界大戰末期，由日軍發動民眾興建。1945年10月25日後，洞內的罐頭、米、糧食、軍用物質，一週內全部被竊一空，後來連床板、地板、木頭、電線、鉛製水管全都遭竊。之後，中華民國陸軍向地主林務局租借橫山戰備坑道。在地鰲峰里長蔡裕生表示，此處是作為大肚台地的重要軍事據點。

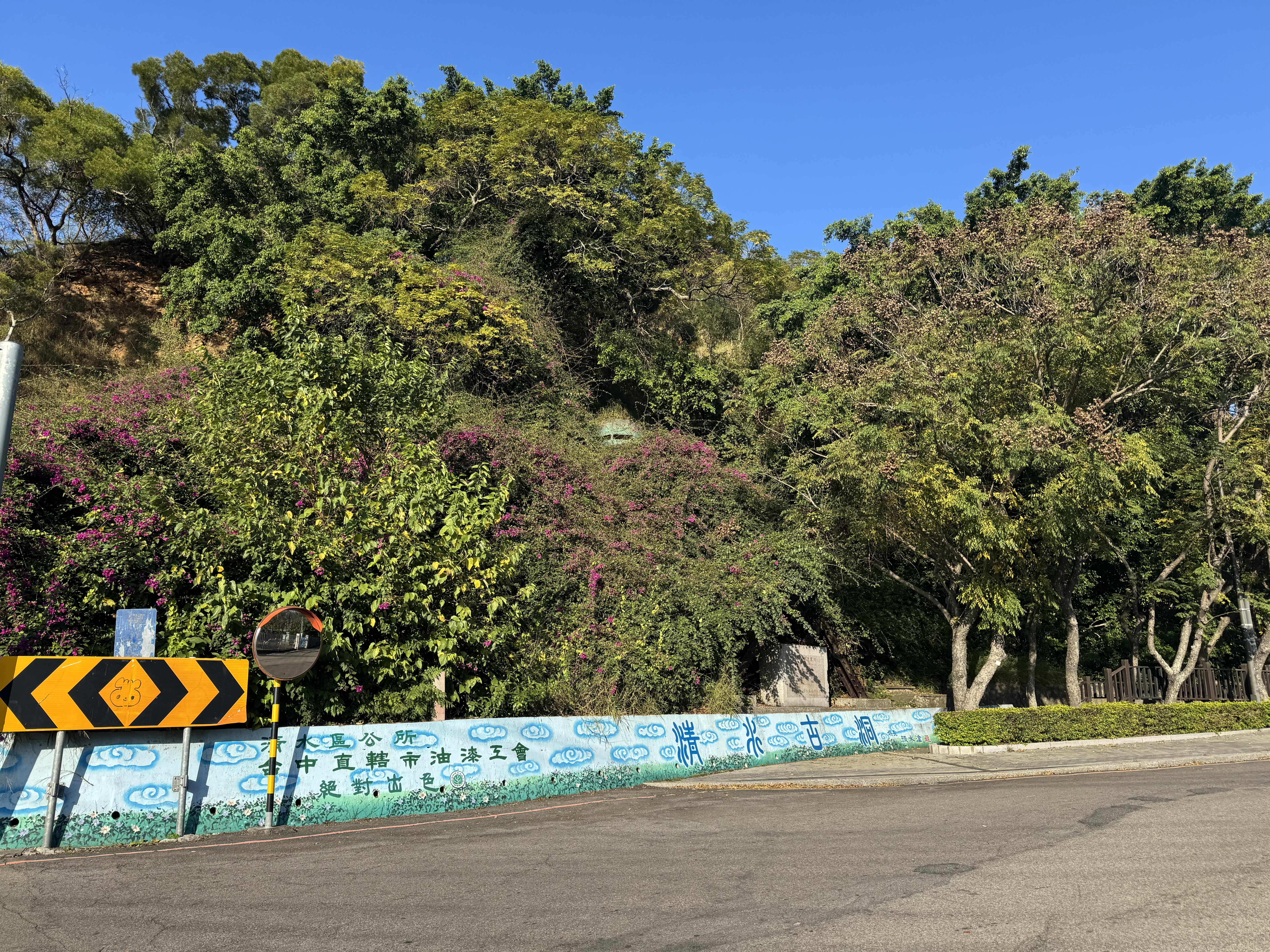
橫山戰備坑道機槍堡

## 構造
橫山戰備坑道構造呈現坑H字型，兩端都有崗哨、狙擊區。側壁以鵝卵石、鋼筋及混凝土構成。通道內部構造淨寬0.8公尺，淨高1.52到1.75公尺。從臺中市立自由車場不遠的鰲峰山半山腰進入，可走4公里通到大甲溪。副支坑道挖有數間水泥石砌通鋪的寢室，後端設有崗哨，最盡頭為茅坑式的水泥廁所。據當地耆老回憶，此處曾駐紮一個日軍加強連兵力，含台籍補充兵，至少有200餘員。從H字型橫槓支坑道，可通往另一條副支坑道，終點有窄長的石階，再往上就是機槍堡。

## 開放
1990年，鰲峰山開發成為遊樂區時，臺中縣府原規劃橫山戰備坑道作「鬼洞探險」區，被軍方拒絕開放。縣府便轉請林務局支持，於是橫山戰備坑道自1995年起不再租借給軍方，改撥用給台中縣政府。
2006年1月2日上午，立委蔡其昌邀請林務局南投林管區管理處副處長莊阿清、交通部觀光局科長馬惠達、牛罵頭文化協會理事長吳長錕等人探勘橫山戰備坑道，要求開放作為地方觀光景點。觀光局便先撥款新台幣500萬元進行第一期整體規劃，再以第二期經費1000萬元興建觀景台、步道等設施。2007年1月21日首度開放400公尺部分時，雖每次只讓100人進入，但民眾還是感到呼吸困難。此後，政府限制一般開放時間為周六、日及例假日上午9時至下午4時，並且每次上限30人進入。

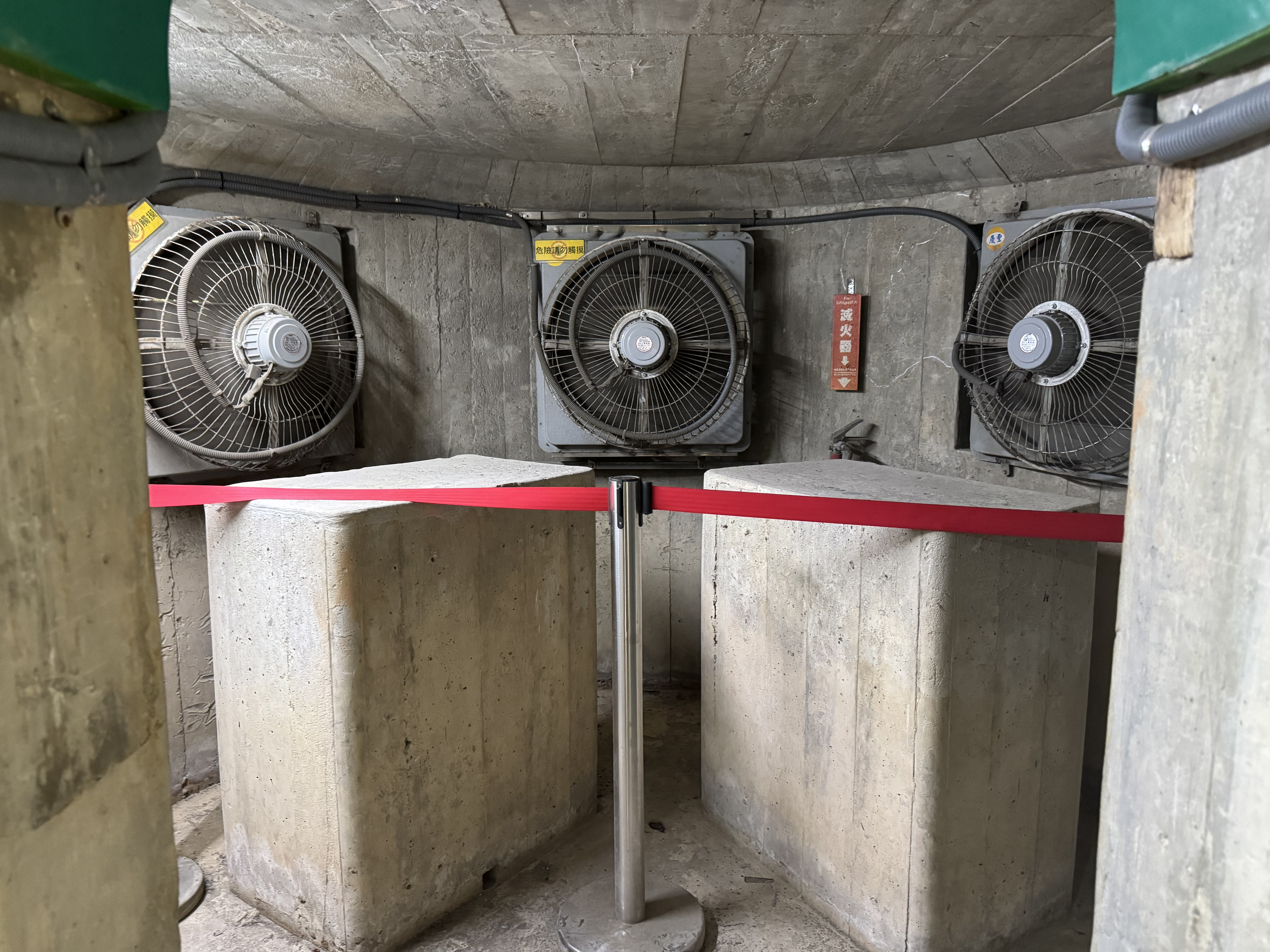
機槍堡內改善抽風設備

2016年9月10日，已選上立法院副院長的蔡其昌邀請文化部長鄭麗君視察台中市清水區，為大楊油庫、鰲峰山公園觀景台、清水鬼洞、牛罵頭遺址園區及高美溼地等作整體規劃。2018年12月26日到2019年3月5日，主管單位台中市政府建設局進行改善工程，新增照明、通風、逃生、消防、及監視器等設備。2019年4月16日，重新開放。